# مقاطعة فسبرم
فسبرم (بالمجرية: Veszprém megye) هي مقاطعة إدارية في المجر. فيسبرم هو اسم المدينة العاصمة للمقاطعة أيضا.

## جغرافيا

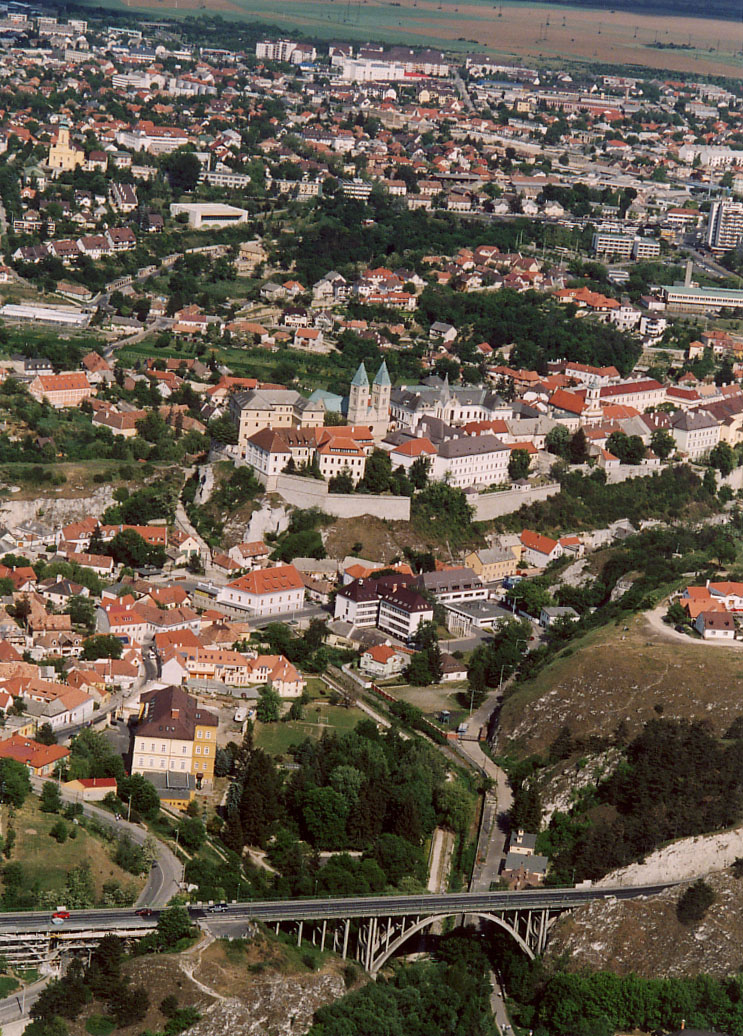
صورة جوية لفسبرم - المجر

مقاطعة فسبرم تقع في غرب المجر. أنها تغطي تلل باكوني، والشاطئ الشمالي لبحيرة بالاتون. المقاطعة تُشارك حدودها مع المقاطعات المجرية فاس، ديور-موشون-سوبرون، كوماروم-إستركوم، فيير، شومود, وزالا. عاصمة مقاطعة فسبرم هي فسبرم. النهر مرسال تجري على الجزء الغربي من المقاطعة. مساحة المقاطعة 4613 كم مربع.

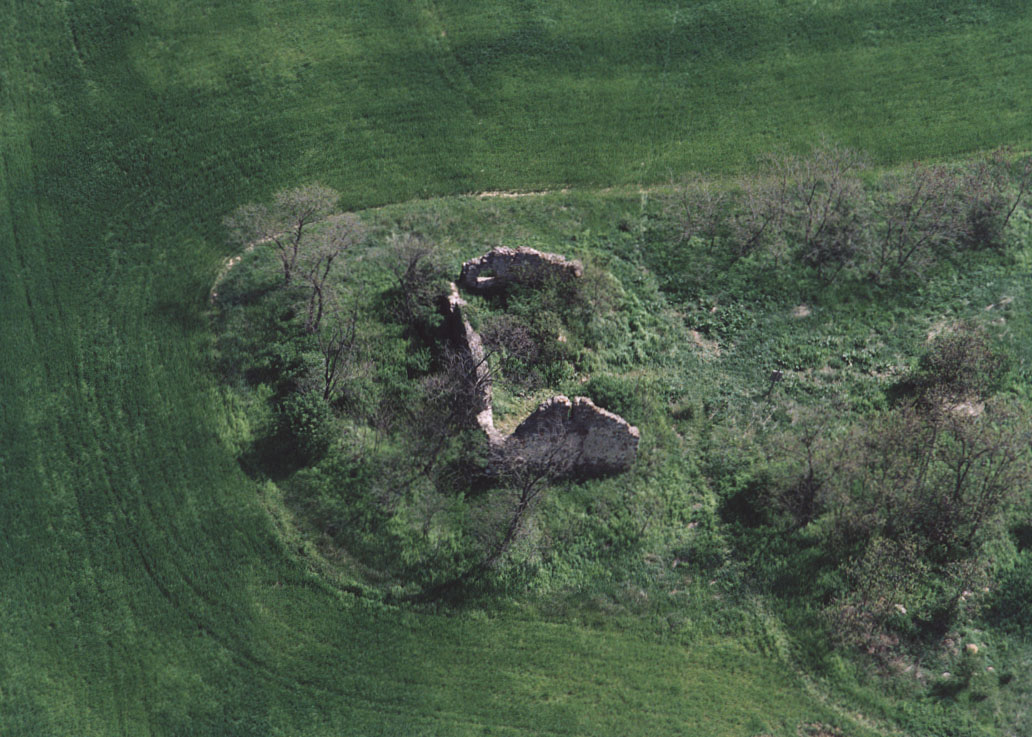
أثار معبد
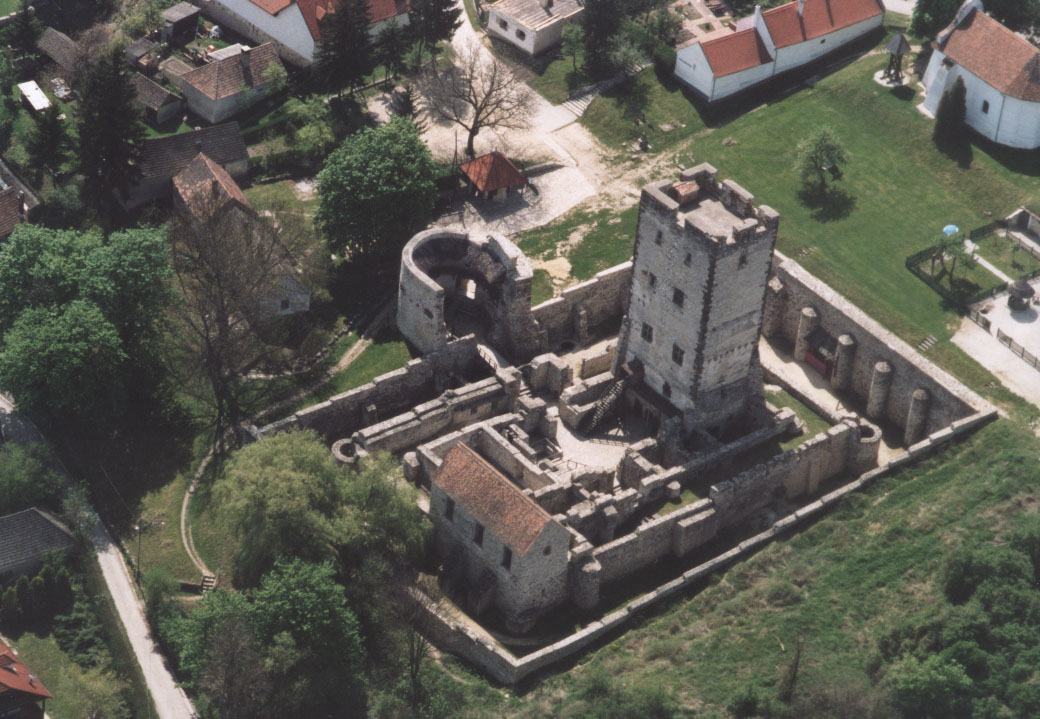
قلعة من فوق
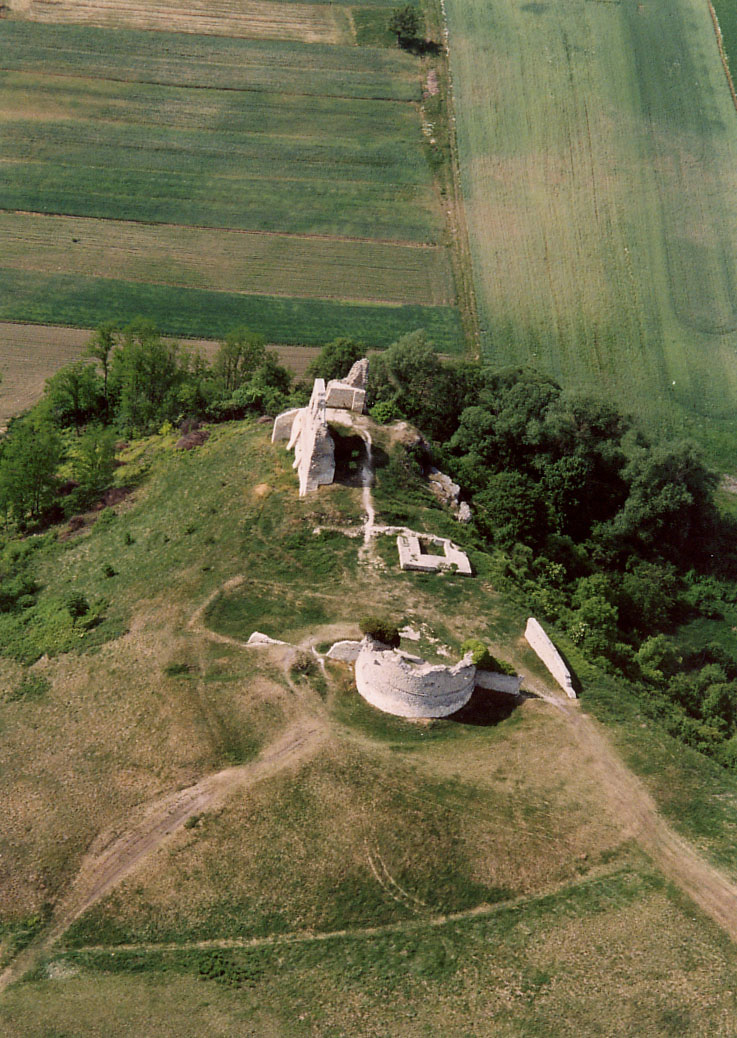
صورة جوية لقلعة
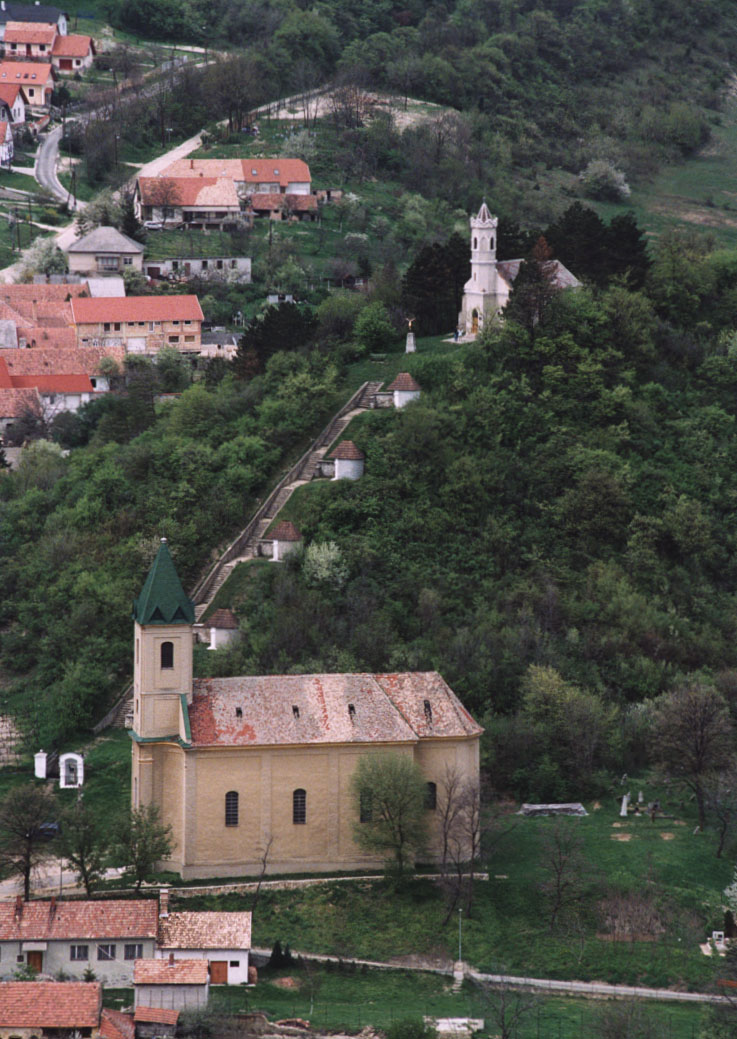